# Herbert Eugene Ives
Herbert Eugene Ives, né le 21 juillet 1882 à Philadelphie, Pennsylvanie, États-Unis et mort le 13 novembre 1953, est un scientifique et un ingénieur américain qui a supervisé la mise au point de systèmes de fax et de télévision chez AT&T pendant la première moitié du XXe siècle. Opposant farouche de la relativité restreinte, il a tenté de la réfuter par des arguments logiques et des expériences. En physique, il est surtout connu pour l'expérience d'Ives-Stilwell qui a montré une confirmation directe de la dilatation du temps, mais Ives a interprété le résultat comme une réfutation de la relativité restreinte.

## Biographie
Herbert Eugene Ives a étudié à l'université de Pennsylvanie et à l'université Johns-Hopkins, d'où il est diplômé en 1908. Il publie en 1908, une étude expérimentale sur la photographie interférentielle inventée par Gabriel Lippmann.En 1920, il publie un ouvrage sur la photographie aérienne pendant qu'il est officier de réserve dans une unité militaire aérienne.
Comme son père, Frederic Eugene Ives, Herbert est expert dans la photographie en couleur. En 1924, il a transmis et reconstruit le premier fax en couleur, utilisant la technique de séparation des couleurs. En 1927, utilisant un système de télévision à 185 lignes qui fonctionne sur de longues distances, il transmet des images en direct du Secrétaire au commerce américain d'alors, Herbert Hoover, en utilisant la station expérimentale 3XN d'AT&T installée à Whippany au New Jersey, permettant à des journalistes de voir et d'échanger avec Hoover.
En 1930, son système de télévision-téléphone bidirectionnel, appelé ikonophone (du grec ikonos signifiant « image-son »), est en usage expérimental constant,, Bell Labs allouant d'importantes ressources, tant humaines que matérielles, dans les années 1930. Au laboratoire de recherche à Manhattan, Ives supervise une équipe comptant plus de 200 scientifiques, ingénieurs et techniciens. Les Bell Labs ont l'intention de mettre au point la vidéotéléphonie et la télévision dans le but d'en faire des outils ludiques de télécommunications et de télédiffusion. Après le départ d'Ives, les Bell Labs continuent à développer, au coût d'environ 500 millions US$, une technologie combinant à la fois des applications téléphoniques audio et vidéo, ce qui a mené au déploiement du Picturephone d'AT&T.
En physique, Herbert Eugene Ives est surtout connu pour avoir mené l'expérience d'Ives-Stilwell en collaboration avec G. R. Stilwell,, expérience qui donne une preuve expérimentale directe de la dilatation du temps. Cependant, Ives y voit la preuve de l'existence de l'éther et donc, de façon erronée, y voit la réfutation de la relativité restreinte. 
Découragé par l'opposition de la communauté scientifique, qui a interprété ses résultats autrement, il publie une série d'articles qui tente de réfuter la théorie en mettant de l'avant des arguments logiques,,,. Cette opposition est décrite par le physicien Howard Percy Robertson, un ami qui a rédigé ce résumé dans une biographie d'Ives :

« Les travaux d'Ives dans le domaine de l'optique de base présente un anomalie plutôt curieuse, car bien qu'il croyait qu'ils réfutaient la théorie de la relativité restreinte, son travail expérimental est l'un des meilleurs soutiens de cette théorie, et ses nombreuses recherches théoriques sont cohérentes avec elle… Ses déductions étaient dans les faits valides, mais ses conclusions étaient contradictoires seulement en apparence avec la théorie de la relativité — leur complexité et leur apparence formidable étaient complètement dues à l'insistance d'Ives de maintenir un cadre de référence avec éther et d'une façon de l'exprimer. Je... ne suis jamais parvenu à le convaincre que ce qu'il avançait ne pouvait être distingué dans ses prédictions de la théorie de la relativité dans le domaine de la physique, c'était dans les faits la même théorie...  ceux qui ne sont pas parvenus à comprendre l'essence du travail théorique d'Ives en ont profité pour rejeter la théorie de la relativité restreinte, et ont utilisé ce travail comme argument pour retourner à une façon de penser dépassée et incorrecte. »

Herbert Eugene Ives a aussi été un grand collectionneur de pièces de monnaie et a occupé le poste de président de l’American Numismatic Society. De 1924 à 1925, il a été président de l’Optical Society of America (OSA)

## Récompenses et distinctions
- Herbert Eugene Ives a reçu trois fois, en 1907, 1915 et 1919, l’Edward Longstreth Medal du Franklin Institute[14]
- Il a reçu la Frederic Ives Medal de l’Optical Society of America en 1937[15]
- Le président des États-Unis Harry S. Truman a remis à Ives la Medal for Merit en 1948 pour souligner ses travaux en temps de guerre sur l'éclairage lors des black-out et les systèmes de communications par fibre optique[16]

### Citations originales
1. ↑  (en) « Ives' work in the basic optical field presents a rather curious anomaly, for although he considered that it disproved the special theory of relativity, the fact is that his experimental work offers one of the most valuable supports for this theory, and his numerous theoretical investigations are quite consistent with it…  his deductions were in fact valid, but his conclusions were only superficially in contradiction with the relativity theory—their intricacy and formidable appearance were due entirely to Ives' insistence on maintaining an aether framework and mode of expression. I... was never able to convince him that since what he had was in fact indistinguishable in its predictions from the relativity theory within the domain of physics, it was in fact the same theory...  some who have not penetrated to the essence of Ives' theoretical work have seized upon it as overthrowing the special theory of relativity, and have used it as an argument for a return to outmoded and invalid ways of thought. »